# NGC 3457
NGC 3457 (również NGC 3460, PGC 32787 lub UGC 6030) – galaktyka soczewkowata (S0gas), znajdująca się w gwiazdozbiorze Lwa.
Prawdopodobnie odkrył ją Francis Baily 25 marca 1827 roku, jego obserwacja została skatalogowana przez Johna Dreyera jako NGC 3457. Mimo że podana przez odkrywcę pozycja wskazuje niemal dokładnie na galaktykę, to opisuje on obiekt jako 2 lub 3 zamglone gwiazdy, co pasuje raczej do pobliskiej gwiazdy potrójnej, tak więc nie ma całkowitej pewności, czy to Baily zaobserwował galaktykę jako pierwszy. Niezależnie odkrył ją 27 marca 1854 roku R.J. Mitchell – asystent Williama Parsonsa, a Dreyer skatalogował tę obserwację jako NGC 3460.